# Oreocomopsis
Oreocomopsis là chi thực vật có hoa trong họ Apiaceae.